# San Luis Río Colorado
San Luis Río Colorado – miasto w północno-zachodnim Meksyku, w stanie Sonora. Leży nad rzeką Kolorado oddzielającą stan Sonora od stanu Kalifornia Dolna. Jako że jest ponadto miastem leżącym na granicy państwa znajduje się tam popularne przejście graniczne do amerykańskiego stanu Arizona.

## Współpraca
- Mexicali, Meksyk
- Ensenada, Meksyk
- Tijuana, Meksyk
- Yuma, Stany Zjednoczone
- San Luis, Stany Zjednoczone
- Calexico, Stany Zjednoczone
- El Centro, Stany Zjednoczone
- Sonoyta, Meksyk
- Puerto Peñasco, Meksyk